# Vertrag von Fulda
Der Vertrag von Fulda wurde am 2. November 1813 in Fulda unterzeichnet, Württemberg trat dadurch in das österreichische Bündnis gegen Napoleon ein.
Für Württemberg unterzeichnete Staatsminister Graf Ferdinand Ludwig von Zeppelin, für das Kaisertum Österreich der Außenminister Klemens von Metternich.

## Vorgeschichte

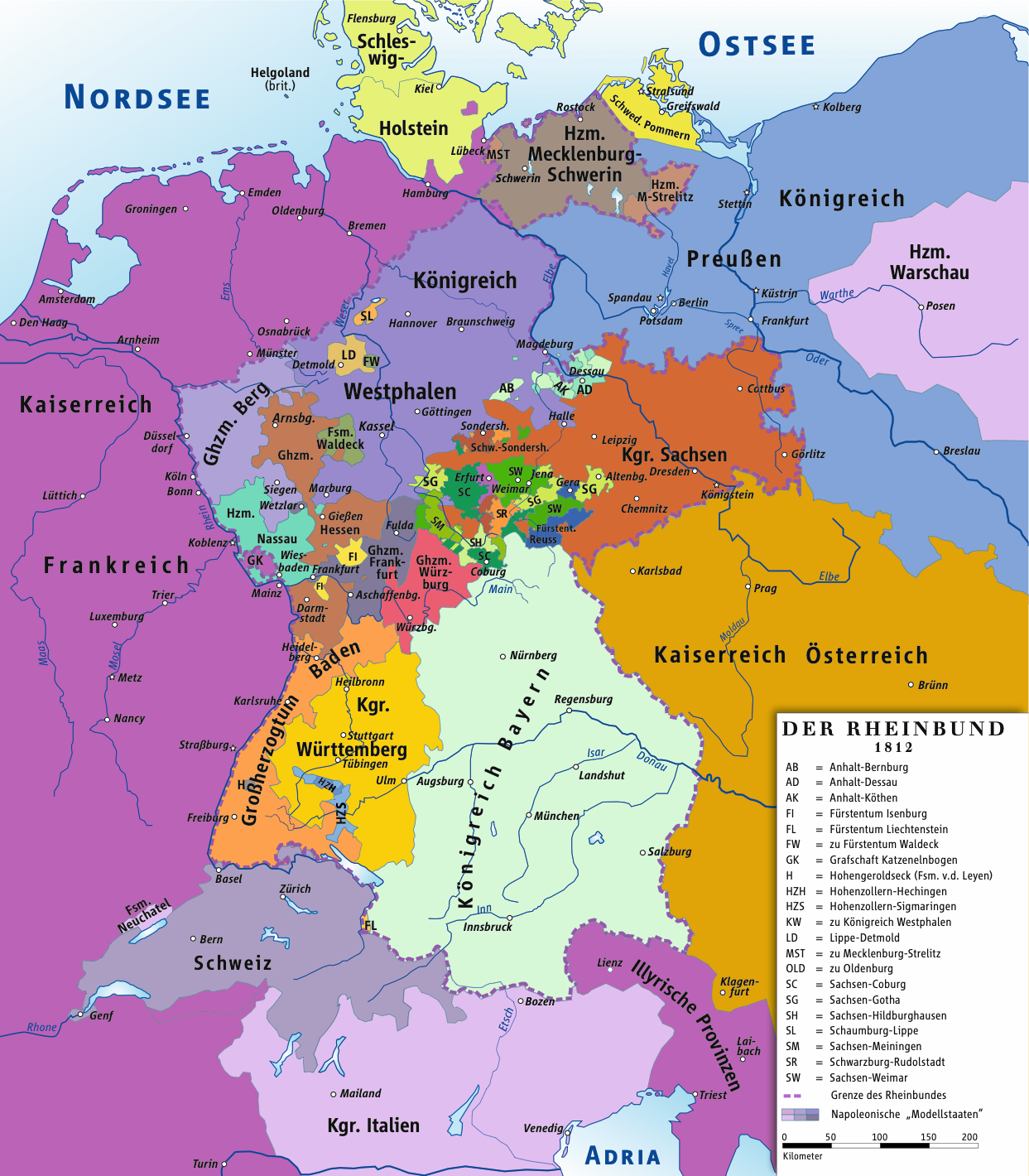
Der Rheinbund und das Königreich Württemberg 1812

Im Jahre 1798 nahm Württemberg noch an der Seite Österreichs am Zweiten Koalitionskrieg teil, näherte sich dann aber an Frankreich an und bemühte sich um Ausgleich, welcher 1802 in den Vertrag von Paris mündete. Obwohl König Friedrich I. dem Rheinbund anfänglich ablehnend gegenüberstand, schloss er sich diesem mit dem Versprechen von Gebietsgewinnen an. Württemberg war damit in einen weitreichenden politischen Neustrukturierungsprozess Europas mit eingebettet, welcher auf Druck Napoleons angestoßen wurde, der wiederum ab 1806 eine Hegemonialstellung anstrebte. Mit der Zugehörigkeit zum Rheinbund war Württemberg also nicht nur ein Verbündeter Frankreichs, sondern auch Teil von Napoleons Einflusssphäre.
In der Folgezeit wurde in Württemberg eine Verwaltung nach französischem Vorbild eingeführt und die Herrscherfamilie des Königreichs war durch Ehen mit der Familie Bonaparte eng verbunden. Der Rheinbund genoss trotzdem keine Beliebtheit in Württemberg, zumal vonseiten Frankreichs aus eine ausbeuterische Politik betrieben wurde. Dennoch hielt Friedrich selbst nach dem katastrophalen Russlandfeldzug am Bündnis mit Napoleon fest, erst die Niederlage in der Völkerschlacht bei Leipzig (Sechster Koalitionskrieg) markierte den Wendepunkt in der diplomatischen Ausrichtung Württembergs.
Die Gegner Napoleons verfolgten nun verschiedene Ziele: Zum einen sollte der Hegemonialstatus Napoleons beendet und das konsensuale Völkerrecht wiederhergestellt werden, wozu die Unabhängigkeit der Fürsten gehörte; eine der wenigen konkret benannten Vorhaben war dabei die Auflösung des Rheinbundes. Zum anderen wollte Metternich durch die Zerschlagung des Rheinbundes nicht nur die Verhandlungsbereitschaft Frankreichs erhöhen, auch sollten die süddeutschen Armeen unter österreichischen Oberbefehl gestellt werden, um diese Gebiete dem Einfluss Preußens zu entziehen.
Ein wichtiger Etappensieg von Metternichs Strategie gelang ihm mit dem zwischen Österreich und Bayern abgeschlossenen Vertrag von Ried vom 8. Oktober 1813, welcher zum Vorbild für den Vertrag von Fulda werden sollte. Nach dem Abschluss des Rieder Vertrages war Württemberg nun an seiner Ostseite gefährdet und ab Mitte Oktober direkt durch eine bayerische Armee unter General Carl Philipp von Wrede bedroht. Im Anschluss an die verlorene Völkerschlacht bei Leipzig begannen dann ab dem 23. Oktober Vorverhandlungen, zuerst mit Bayern, vertreten durch General Wrede, ab dem 26. Oktober über Gesandte mit Österreich. Zur Unterzeichnung kam es am 2. November in Fulda durch die jeweiligen Außenminister. Unabhängigkeit und Besitz sollten dem Königreich Württemberg dabei garantiert werden.

## Inhalt
Präliminar-Allianz-Tractat zwischen den Höfen Wien und Stuttgart
Die Präambel stellt fest, dass ein Gleichgewicht der Mächte hergestellt werden muss und für Frieden notwendig ist.
Ziel der Allianz ist Frieden und Souveränität, alle Verhältnisse der beiden Staaten, z. b. Handelsbeziehungen, werden auf Vorkriegszustand zurückgesetzt. Württembergs Armeen sollen die Allianz nach ihren Möglichkeiten unterstützen, werden aber eine geschlossene Einheit unter württembergischen Offizieren bleiben. Ein Separatfrieden mit Frankreich wird für alle untersagt, und über Frieden kann nur gemeinsam verhandelt werden.
Separat- und Geheimartikel
Als Ziel wird die Auflösung des Rheinbundes gesetzt. Österreich verpflicht sich zu Entschädigungen gegenüber Württemberg. 12000 Mann werden als württembergischer Teil der Armee festgesetzt, ohne Festungseinheiten. Russland und Preußen sollen auch hierzu beitreten. Die Geheimartikel wurden gesondert, aber am selben Tag ratifiziert. Russland und Preußen treten beiden am selben Tag zusammen mit dem Hauptvertrag zu.
Akte des Beytritts (Russland)
Datiert auf den 14. November. Unterzeichnet durch Alexander I. in Frankfurt am Main.
Akte der Annahme (Württemberg-Russland)
Datiert auf den 16. November. Unterzeichnet durch Friedrich in Stuttgart.
Akte des Beytritts (Preußen)
Datiert auf den 21. November. Unterzeichnet durch Friedrich Willhelm III. in Frankfurt am Main.
Akte der Annahme (Württemberg-Preußen)
Datiert auf den 26. November. Unterzeichnet durch Friedrich in Frankfurt am Main.

## Folgen
Württemberg erhielt im Vertrag ähnliche Zusagen wie Bayern im Vertrag von Ried, und Württemberg wurde zu einem gleichberechtigten Bündnispartner. Württemberg blieb souverän, wobei hier Hölzle auf die geheimen Artikel hinweist, die Württembergs (und Bayerns) Eigenstaatlichkeit einschränkten. Zudem musste Württemberg sich verpflichten, den Rheinbund sofort zu verlassen und einer neuen Grenzziehung zuzustimmen, wobei das Königreich für verlorene Territorien entschädigt werden sollte. Die im Separatvertrag geforderten 12.000 Mann stellte Württemberg noch innerhalb des Jahres, später waren es 24.000 Mann. Dass die Strategie Metternichs erfolgreich war, wird einerseits an der Unterstellung dieser Truppen unter österreichischen Oberbefehl ersichtlich. Andererseits sollte (auch) der Vertrag von Fulda eine Dynamik entfachen, die den Rheinbund zerfallen ließ: Allein im November des Jahres 1813 wurden 21 Verträge mit (ehemaligen) Rheinbundmitgliedern geschlossen, die dann zu Verbündeten von Napoleons Gegnern wurden. In der Folge dieser Entwicklungen löste sich der Rheinbund schließlich de facto von selbst auf, ohne dass dies jemals offiziell festgeschrieben wurde.
Russland trat im November dem Vertrag bei, genau wie Preußen am 26. November.
Die im Vertrag von Fulda zugesicherte Souveränität für Württemberg sah König Friedrich durch die Zugehörigkeit zum Deutschen Bund gefährdet; auch daher wandte er sich vom Wiener Kongress enttäuscht ab.